# Tania Evans
Tania Evans (ur. 28 maja 1967 w Londynie) – brytyjska wokalistka muzyki eurodance. Od 1993 do 1997 związana była z grupą Culture Beat. Rodzina Tanii pochodzi z Jamajki.

## Single
- 1992 "Can't Let Go" feat. Monica De Luxe
- 1997 "Prisoner Of Love (La-Da-Di)"
- 1998 "Singin' In My Mind" feat. Kosmonova
- 2003 "Strength To Carry On"